# Lebak Kepuh
Lebak Kepuh is een bestuurslaag in het regentschap Serang van de provincie Banten, Indonesië. Lebak Kepuh telt 2022 inwoners (volkstelling 2010).